# Isla Jackson
La isla Jackson o isla Frederick Jackson (en ruso: Джексона Остров, romanizado: Óstrov Dzhéksona) es una isla situada en la Tierra de Francisco José, Rusia. Esta isla es parte de la Tierra de Zichy, un subgrupo localizado en la parte central del archipiélago.
La extensión de Jackson, de este a oeste, es de aproximadamente 40 km, y la distancia máxima, de norte a sur, es de 30 km.
En la costa noroeste de la isla esta la bahía De Long, que fue bautizada así por el explorador estadounidense del Ártico, George W. De Long. Ésta bahía separa la isla en dos penínsulas casi iguales. Desde el sur esta bahía está delimitada por el cabo Bystrova, nombrado así en 1963 en honor del paleontólogo ruso Alekséi Bystrow (Алексе Быстро).
La isla de Jackson fue llamada así en honor del explorador polar inglés Frederick Jackson, que exploró y nombró varias islas y otros accidentes geográficos del archipiélago de Francisco José. La Expedición Jackson-Harmsworth (1894-97), fue patrocinada por la Royal Geographical Society.